# Gavião-do-igapó
O gavião-do-igapó (nome científico: Helicolestes hamatus) é uma espécie de ave de rapina da família Accipitridae. Ocorre na Colômbia, Bolívia, Brasil, Equador, Guiana Francesa, Guiana, Peru e Suriname. 